# Ryska björnen

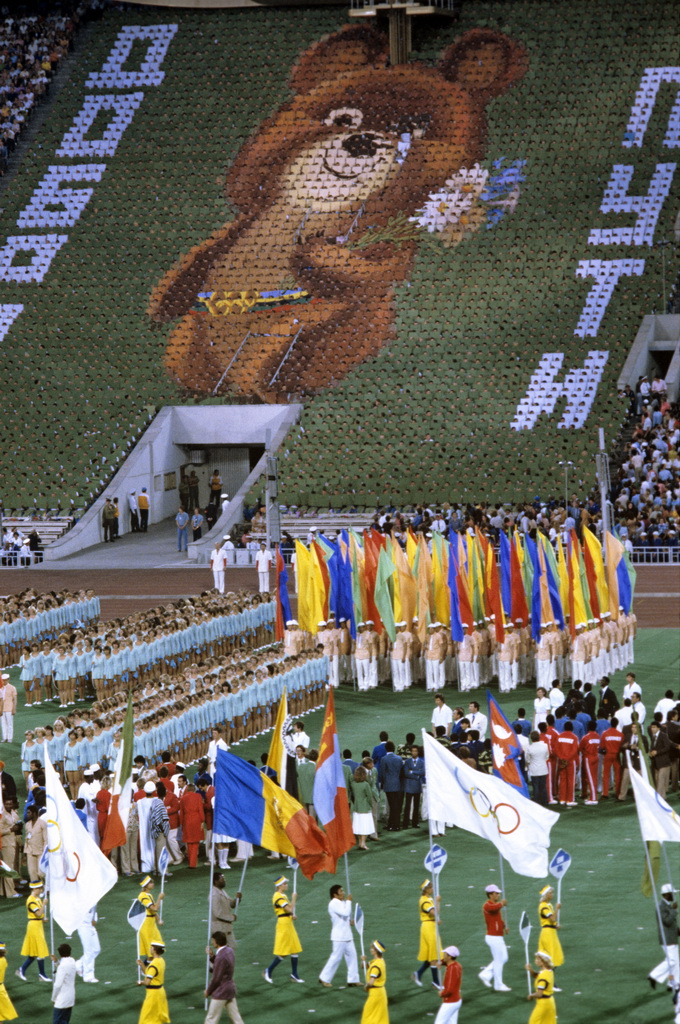
Misja

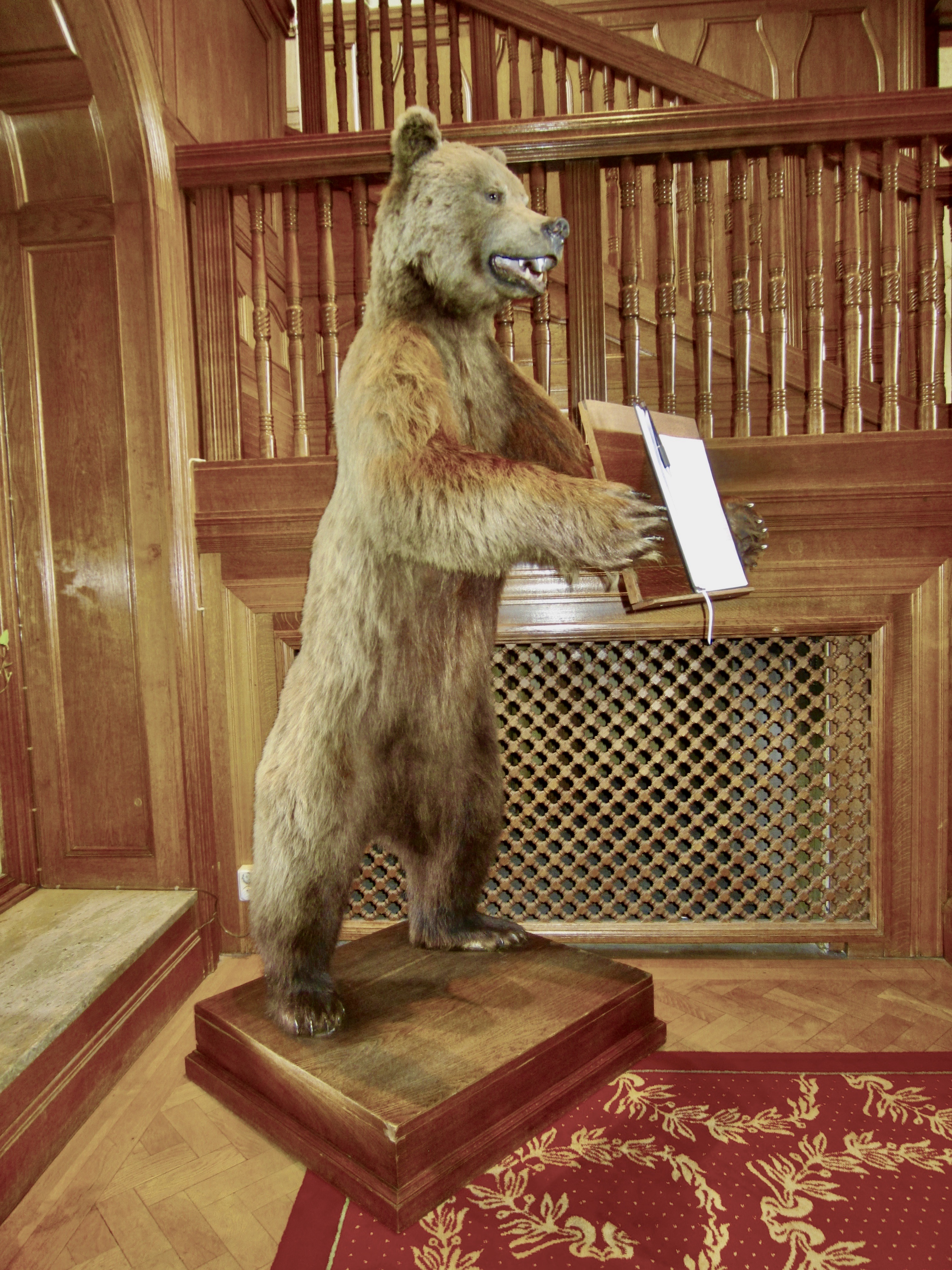
Den ryska björnen välkomnar besökaren på Bjertorp slott i Västergötland.

Ryska björnen är en symbol där Ryssland liknas vid en björn. Symbolen har använts sedan 1500-talet, och har genom historien symboliserat såväl Kejsardömet Ryssland och Sovjetunionen som Ryska federationen.
Vid olympiska sommarspelen 1980 används Misja som maskot. Ryske brottaren Aleksandr Karelin gick under smeknamnet "Ryska björnen". När Dmitrij Medvedev kandiderade till presidentposten i Ryssland använde han björnar som symbol, vilket också passade ihop med hans namn eftersom "medved" är ryska för björn.

### Fotnoter
1. 1 2  ”What the West thinks about Russia is not necessarily true” (på engelska). Telegraph. 23 april 2009. Arkiverad från originalet den 6 december 2015. https://web.archive.org/web/20151206043929/http://www.telegraph.co.uk/sponsored/rbth/5207026/What-the-West-thinks-about-Russia-is-not-necessarily-true.html. Läst 21 augusti 2014.
2. ↑  ”Aleksandr Karelin, Wrestler, Law-maker and More” (på engelska). Voice of Russia. 25 mars 2009. http://voiceofrussia.com/2009/03/25/250001/. Läst 21 augusti 2014.